# Montigny-sur-Vesle
Pour les articles homonymes, voir Montigny.
Montigny-sur-Vesle est une commune française, située dans le département de la Marne en région Grand Est.

## Géographie

### Localisation
Montigny-sur-Vesle se trouve au nord-ouest du département de la Marne, en région Grand Est. La commune appartient à la région agricole du Tardenois.
La commune de Montigny-sur-Vesle s'étend sur une superficie de 946 hectares. Sur son territoire, l'altitude varie de 64 à 202 mètres. Le village de Montigny se trouve au centre de la commune dans un vallon formé par le ruisseau de la Caurette, qui s'écoule du nord-est vers le sud. Le hameau de la Ferme de l'Orme est situé plus au nord, dans le même vallon. Les hameaux les Vantaux et le Goulot se trouvent quant à eux à proximité de la Vesle, qui marque la limite sud du territoire communal.
Par la route, Montigny-sur-Vesle se situe à 69 km de Châlons-en-Champagne, préfecture du département, à 22 km de Reims, sous-préfecture, et à 11 km de Fismes, bureau centralisateur du canton de Fismes-Montagne de Reims dont dépend Montigny-sur-Vesle depuis 2015. La commune fait en outre partie du bassin de vie de Reims.
Montigny-sur-Vesle est limitrophe de 8 communes :
|                  | Ventelay                     | Bouvancourt |
| Romain           | Montigny-sur-Vesle           | Pévy        |
| Breuil-sur-Vesle | Vandeuil, Jonchery-sur-Vesle | Prouilly    |

### Hydrographie

#### Réseau hydrographique
La commune est dans la région hydrographique « la Seine du confluent de l'Oise (inclus) à l'embouchure » au sein du bassin Seine-Normandie. Elle est drainée par la Vesle, le ruisseau du Moulin et le ruisseau de la Caurette,.
La Vesle, d'une longueur de 139 km, prend sa source dans la commune de Somme-Vesle et se jette  dans l'Aisne à Ciry-Salsogne, après avoir traversé 52 communes. 
Le ruisseau du Moulin, d'une longueur de 10 km, prend sa source dans la commune de Bouvancourt et se jette  dans la Vesle sur la commune, après avoir traversé quatre communes. 
Un plan d'eau complète le réseau hydrographique : la tourbière des le marais de l'église (1,6 ha),.

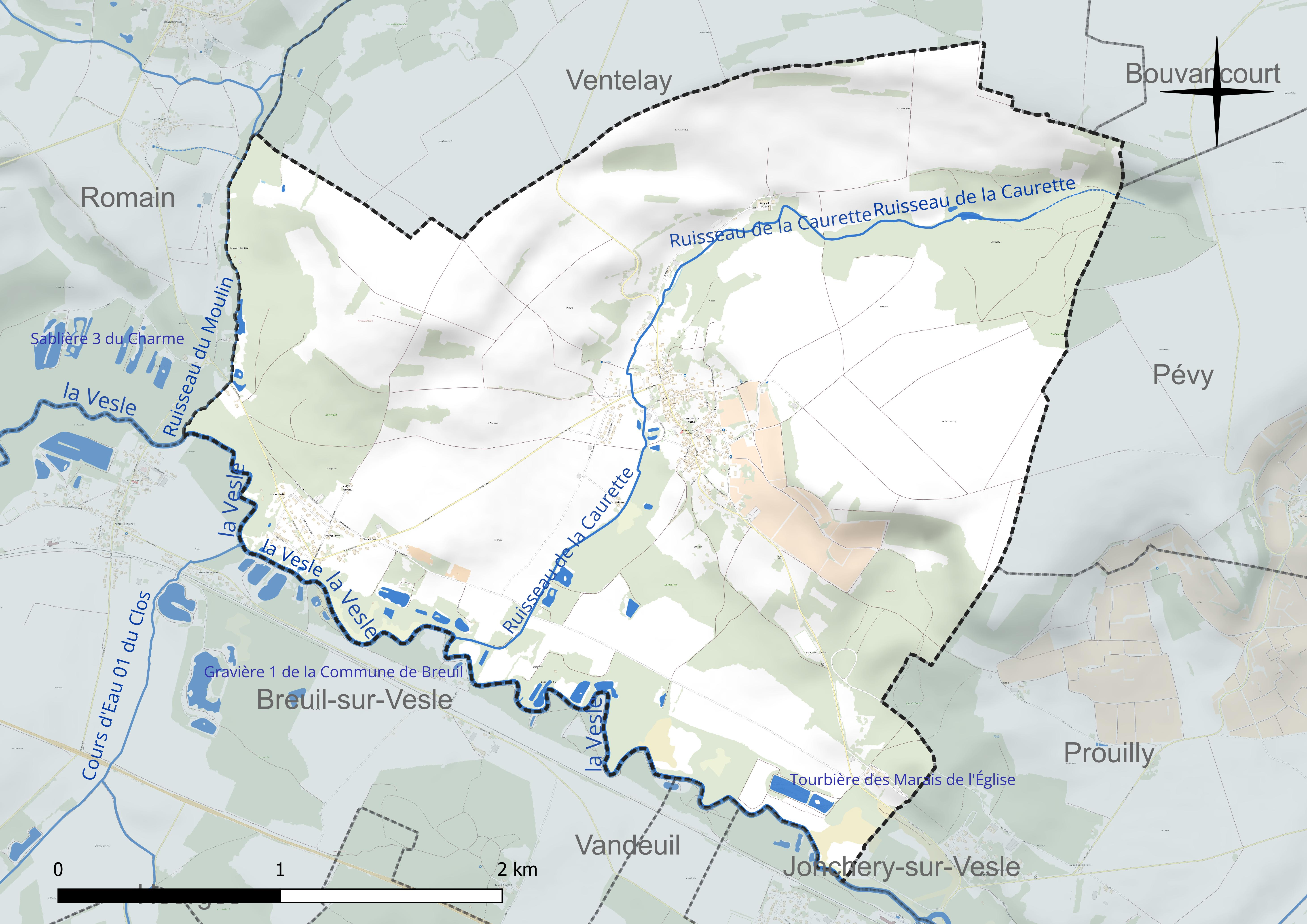
Réseau hydrographique de Montigny-sur-Vesle.

#### Gestion et qualité des eaux
Le territoire communal est couvert par le schéma d'aménagement et de gestion des eaux (SAGE) « Aisne Vesle Suippe ». Ce document de planification, dont le territoire s’étend sur 3 096 km2 répartis sur trois départements (Aisne, Marne et Ardennes) et deux régions (Champagne-Ardenne et Picardie), a été approuvé le 16 décembre 2013. La structure porteuse de l'élaboration et de la mise en œuvre est le Syndicat d’aménagement des bassins Aisne Vesle Suippe (SIABAVES). 
La qualité des cours d’eau peut être consultée sur un site dédié géré par les agences de l’eau et l’Agence française pour la biodiversité. 

### Climat
Pour des articles plus généraux, voir Climat du Grand Est et Climat de la Marne.
En 2010, le climat de la commune est de type climat océanique dégradé des plaines du Centre et du Nord, selon une étude du Centre national de la recherche scientifique s'appuyant sur une série de données couvrant la période 1971-2000. En 2020, Météo-France publie une typologie des climats de la France métropolitaine dans laquelle la commune est exposée à un climat océanique altéré et est dans la région climatique  Nord-est du bassin Parisien, caractérisée par un ensoleillement médiocre, une pluviométrie moyenne régulièrement répartie au cours de l’année et un hiver froid (3 °C). 
Pour la période 1971-2000, la température annuelle moyenne est de 10,4 °C, avec une amplitude thermique annuelle de 15,8 °C. Le cumul annuel moyen de précipitations est de 734 mm, avec 12,6 jours de précipitations en janvier et 8,4 jours en juillet. Pour la période 1991-2020, la température moyenne annuelle observée sur la station météorologique de Météo-France la plus proche, « Chambrecy-Civc », sur la commune de Chambrecy à 14 km à vol d'oiseau, est de 10,7 °C et le cumul annuel moyen de précipitations est de 734,0 mm. 
La température maximale relevée sur cette station est de 40,3 °C, atteinte le 25 juillet 2019 ; la température minimale est de −22,1 °C, atteinte le 17 janvier 1985,,. 
Les paramètres climatiques de la commune ont été estimés pour le milieu du siècle (2041-2070) selon différents scénarios d'émission de gaz à effet de serre à partir des nouvelles projections climatiques de référence DRIAS-2020. Ils sont consultables sur un site dédié publié par Météo-France en novembre 2022.

## Urbanisme

### Typologie
Au 1er janvier 2024, Montigny-sur-Vesle est catégorisée commune rurale à habitat dispersé, selon la nouvelle grille communale de densité à sept niveaux définie par l'Insee en 2022.
Elle est située hors unité urbaine. Par ailleurs la commune fait partie de l'aire d'attraction de Reims, dont elle est une commune de la couronne,. Cette aire, qui regroupe 294 communes, est catégorisée dans les aires de 200 000 à moins de 700 000 habitants,.

### Occupation des sols
L'occupation des sols de la commune, telle qu'elle ressort de la base de données européenne d’occupation biophysique des sols Corine Land Cover (CLC), est marquée par l'importance des territoires agricoles (63,8 % en 2018), en diminution par rapport à 1990 (66,2 %). La répartition détaillée en 2018 est la suivante : 
terres arables (55,5 %), forêts (27 %), zones humides intérieures (6,4 %), zones agricoles hétérogènes (5,3 %), cultures permanentes (3 %), zones urbanisées (2,8 %). L'évolution de l’occupation des sols de la commune et de ses infrastructures peut être observée sur les différentes représentations cartographiques du territoire : la carte de Cassini (XVIIIe siècle), la carte d'état-major (1820-1866) et les cartes ou photos aériennes de l'IGN pour la période actuelle (1950 à aujourd'hui).

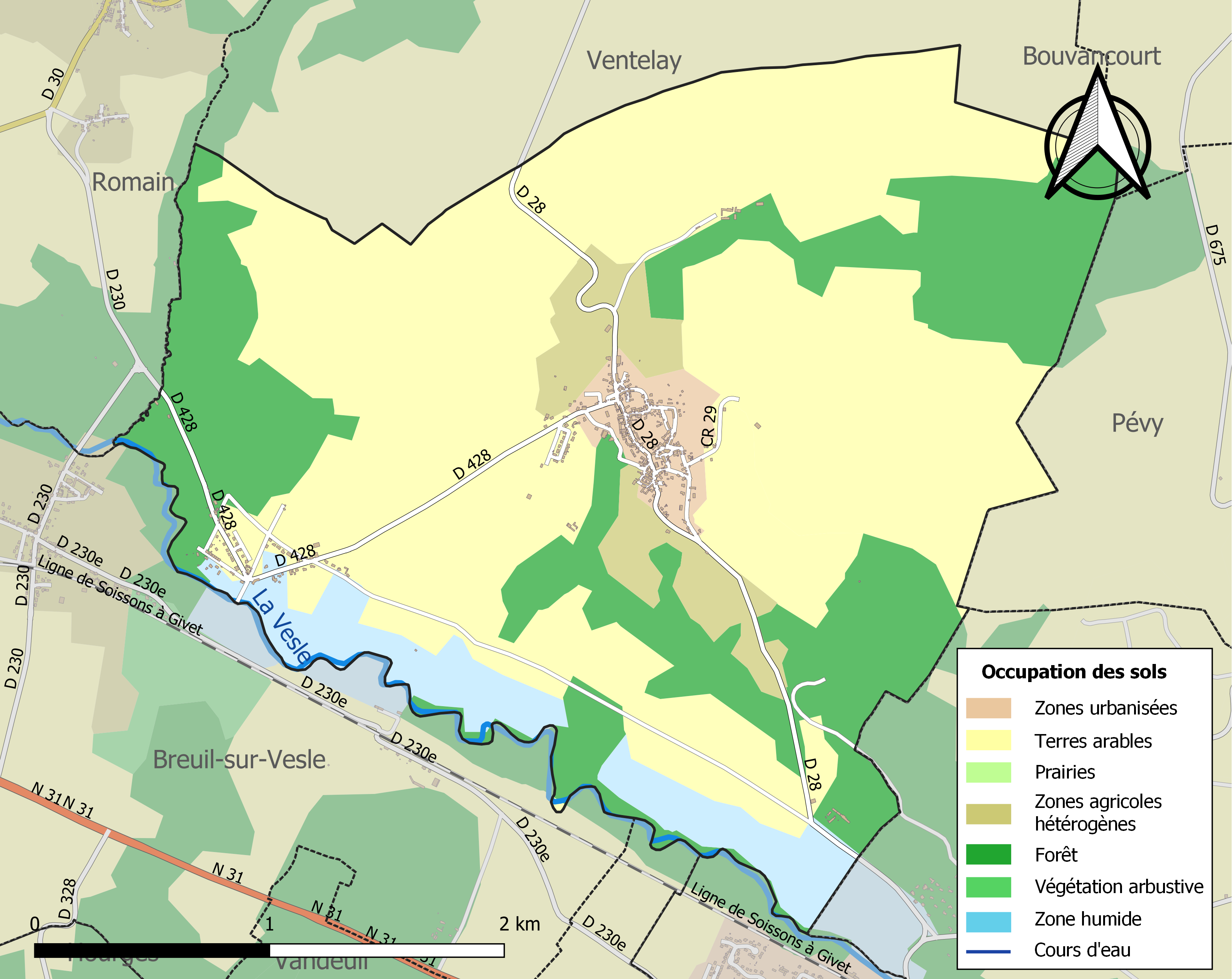
Carte des infrastructures et de l'occupation des sols de la commune en 2018 (CLC).

### Voies de communication et transports
Montigny-sur-Vesle est traversée par la route touristique du Champagne.
Pour la randonnée, le parcours pédestre de la Côte Saint Michel arpente 14 km sur les communes de Montigny-sur-Vesle, Pévy et Prouilly. Trois villages à l'architecture chaleureuse, deux points de vue offrant des panoramas étendus, un entrelacs de champs, de vignes et de bosquets, sont les points forts de cet itinéraire.

## Toponymie
Le nom de la localité est attesté sous les formes Montigneium (1154-1159) ; Montiniacum, Montigniacum (1190) ; Montegneium, Montegni (1198) ; Muntenei, Montinei (XIIe siècle) ; Monteni (1202) ; « In villa dicti prepositi Remensis que vocatur Montignis » (1222) ; Montignyacum (XIIIe siècle) ; Montigneyum (1303-1312) ; Montigny-sur-Vele (1384) ; Montigni (1443).

Montigny, dont l'étymon est généralement donné sous la forme latinisée Montaniacum, est un type toponymique répandu dont la signification exacte ne fait pas l'unanimité.
La Vesle est une rivière, affluent de la rive gauche de l'Aisne. Elle traverse principalement le département de la Marne où elle prend naissance, mais termine son cours dans celui de l'Aisne, donc traverse les deux régions Grand Est et Hauts-de-France.

## Histoire

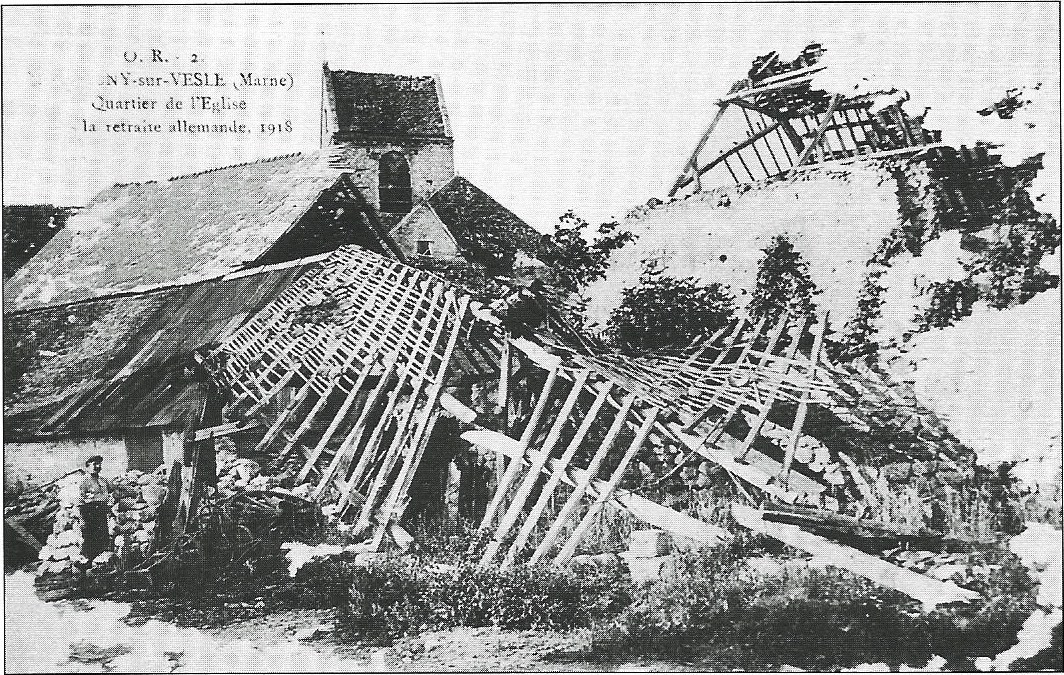
Destructions de la Première guerre mondiale.

Le village a longtemps été une possession de l'abbaye d'Igny, il a beaucoup souffert des ravages de la Guerre de Cent Ans, de l'occupation autrichienne due à La Fronde, la troupe du comte de Fuensaldague stationnant au village. Il fut la possession du chapitre de Reims.
La statue de la Vierge a été construite en mémoire des incendies de 1856 et 1857 qui frappèrent la commune. Lors de la Première Guerre mondiale, le village fut occupé par les Allemands en septembre 1914 puis en mai 1918 lors de l'offensive Ludendorff. En 1917 sont installés des HOE (Hôpital d’Origine des Évacuations) ; le HOE 15 est sur le territoire de la commune.

## Politique et administration

### Rattachements administratifs et électoraux
La commune se trouve dans l'arrondissement de Reims du département de la Marne. Pour l'élection des députés, elle fait partie depuis 1986 de la deuxième circonscription de la Marne.
Elle faisait partie depuis 1793 du canton de Fismes. Dans le cadre du redécoupage cantonal de 2014 en France, elle intègre le nouvean canton de Fismes-Montagne de Reims.

### Intercommunalité
La commune était membre de la Communauté de communes Ardre et Vesle créée fin 1997.
Conformément aux prévisions du schéma départemental de coopération intercommunale (SDCI) de la Marne du 15 décembre 2011, celle-ci fusionne avec la communauté de communes des Deux Vallées du Canton de Fismes pour  former  à compter du 1er janvier 2014 la nouvelle communauté de communes Fismes Ardre et Vesle.
Le schéma départemental de coopération intercommunale du 30 mars 2016 prévoit la fusion de 7 intercommunalités, dont la communauté de communes Fismes Ardre et Vesle. Cette fusion est effective le 1er janvier 2017 et aboutit à la création de la communauté urbaine du Grand Reims dont est désormais membre la commune.

### Liste des maires
| Période                                  | Période                   | Identité                            | Étiquette | Qualité                   |
| ---------------------------------------- | ------------------------- | ----------------------------------- | --------- | ------------------------- |
| Les données manquantes sont à compléter. |                           |                                     |           |                           |
| avant 1875                               | après 1879                | de Montigny                         |           |                           |
| Les données manquantes sont à compléter. |                           |                                     |           |                           |
| mars 1984                                | mars 2003                 | Jean-Bernard Latte[réf. nécessaire] |           | Enseignant                |
| mars 2003                                | mars 2008                 | Guy Chevalier[réf. nécessaire]      |           | Viticulteur               |
| mars 2008                                | juin 2015                 | Raynald Dutot                       | UDI       | Décédé en fonctions       |
| juillet 2015                             | mai 2020                  | Thierry Leconte                     |           | Chef d'entreprise         |
| mai 2020                                 | En cours (au 31 mai 2020) | Christophe Blot                     |           | Diagnostiqueur immobilier |

## Démographie
L'évolution du nombre d'habitants est connue à travers les recensements de la population effectués dans la commune depuis 1793. Pour les communes de moins de 10 000 habitants, une enquête de recensement portant sur toute la population est réalisée tous les cinq ans, les populations de référence des années intermédiaires étant quant à elles estimées par interpolation ou extrapolation. Pour la commune, le premier recensement exhaustif entrant dans le cadre du nouveau dispositif a été réalisé en 2008.

En 2022, la commune comptait 537 habitants, en évolution de +3,07 % par rapport à 2016 (Marne : −1,19 %, France hors Mayotte : +2,11 %).
| 1793 | 1800 | 1806 | 1821 | 1831 | 1836 | 1841 | 1846 | 1851 |
| ---- | ---- | ---- | ---- | ---- | ---- | ---- | ---- | ---- |
| 290  | 422  | 420  | 378  | 436  | 470  | 600  | 652  | 689  |

| 1856 | 1861 | 1866 | 1872 | 1876 | 1881 | 1886 | 1891 | 1896 |
| ---- | ---- | ---- | ---- | ---- | ---- | ---- | ---- | ---- |
| 701  | 653  | 600  | 540  | 548  | 519  | 540  | 506  | 424  |

| 1901 | 1906 | 1911 | 1921 | 1926 | 1931 | 1936 | 1946 | 1954 |
| ---- | ---- | ---- | ---- | ---- | ---- | ---- | ---- | ---- |
| 459  | 491  | 462  | 283  | 352  | 318  | 318  | 338  | 334  |

| 1962 | 1968 | 1975 | 1982 | 1990 | 1999 | 2006 | 2008 | 2013 |
| ---- | ---- | ---- | ---- | ---- | ---- | ---- | ---- | ---- |
| 311  | 311  | 274  | 321  | 339  | 395  | 446  | 461  | 524  |

| 2018 | 2022 | - | - | - | - | - | - | - |
| ---- | ---- | - | - | - | - | - | - | - |
| 511  | 537  | - | - | - | - | - | - | - |

## Lieux et monuments
- Grotte de la Vierge, l'oratoire fut édifié en 1865 après que la statue de 1857 fut brisée lors d'un orage ;
- Ruelles du village ;
- Sources ;
- Église  Saint-Pierre-et-Saint-Paul, ayant un porche roman tardif, puis remaniée au XIIIe puis au XVIIIe siècle[33].

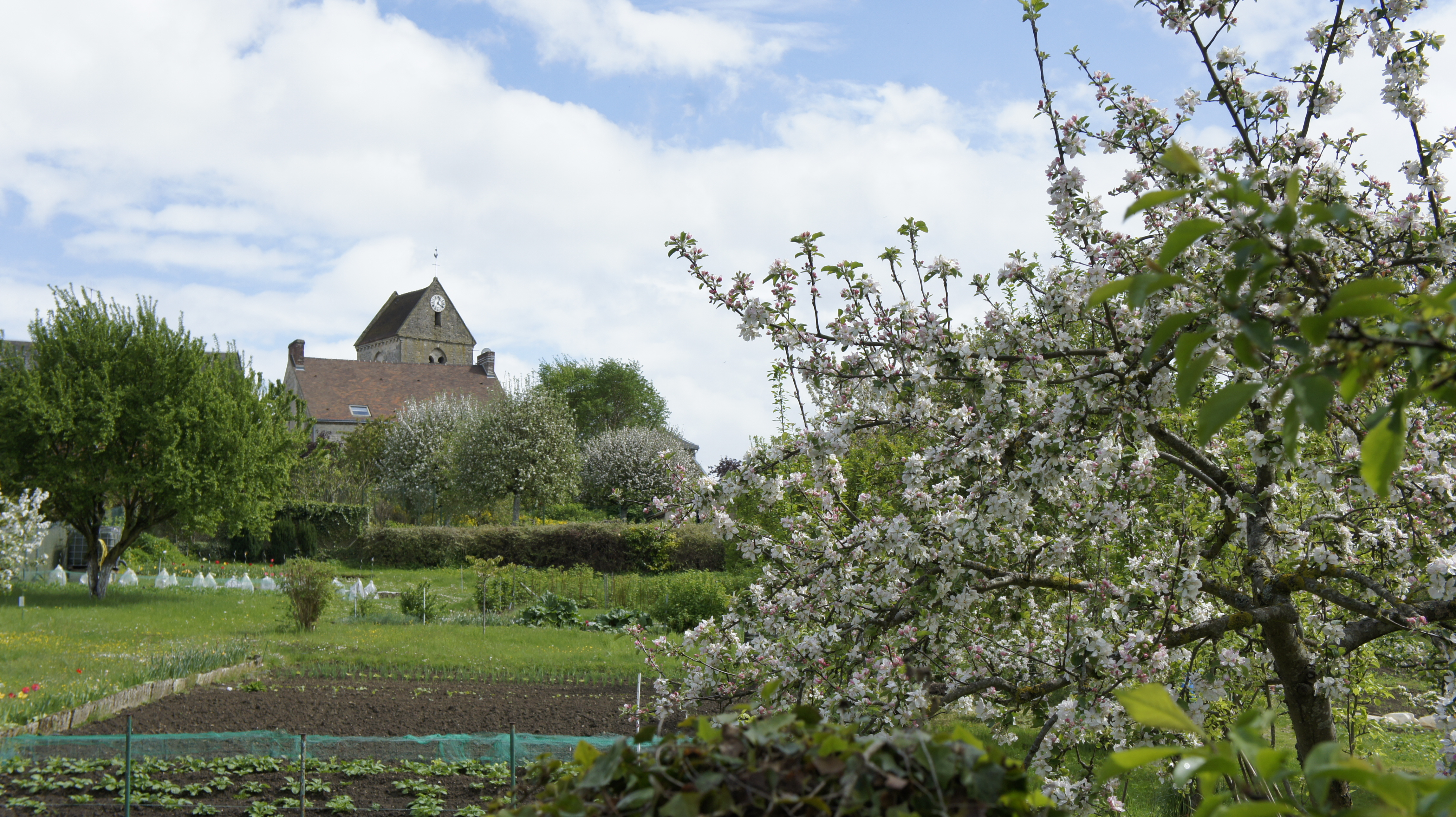
Au cœur du village, vergers et église.
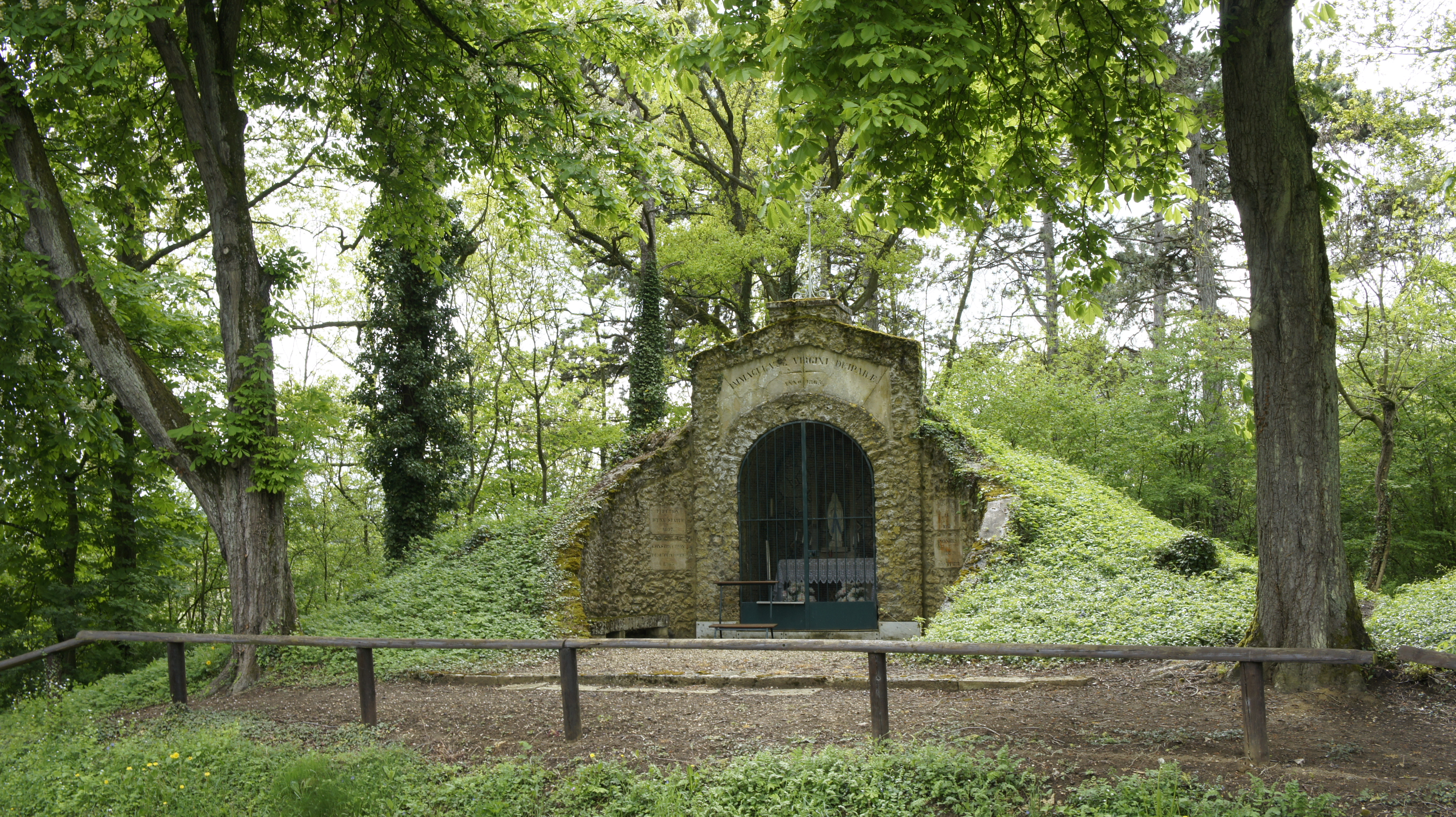
La grotte.
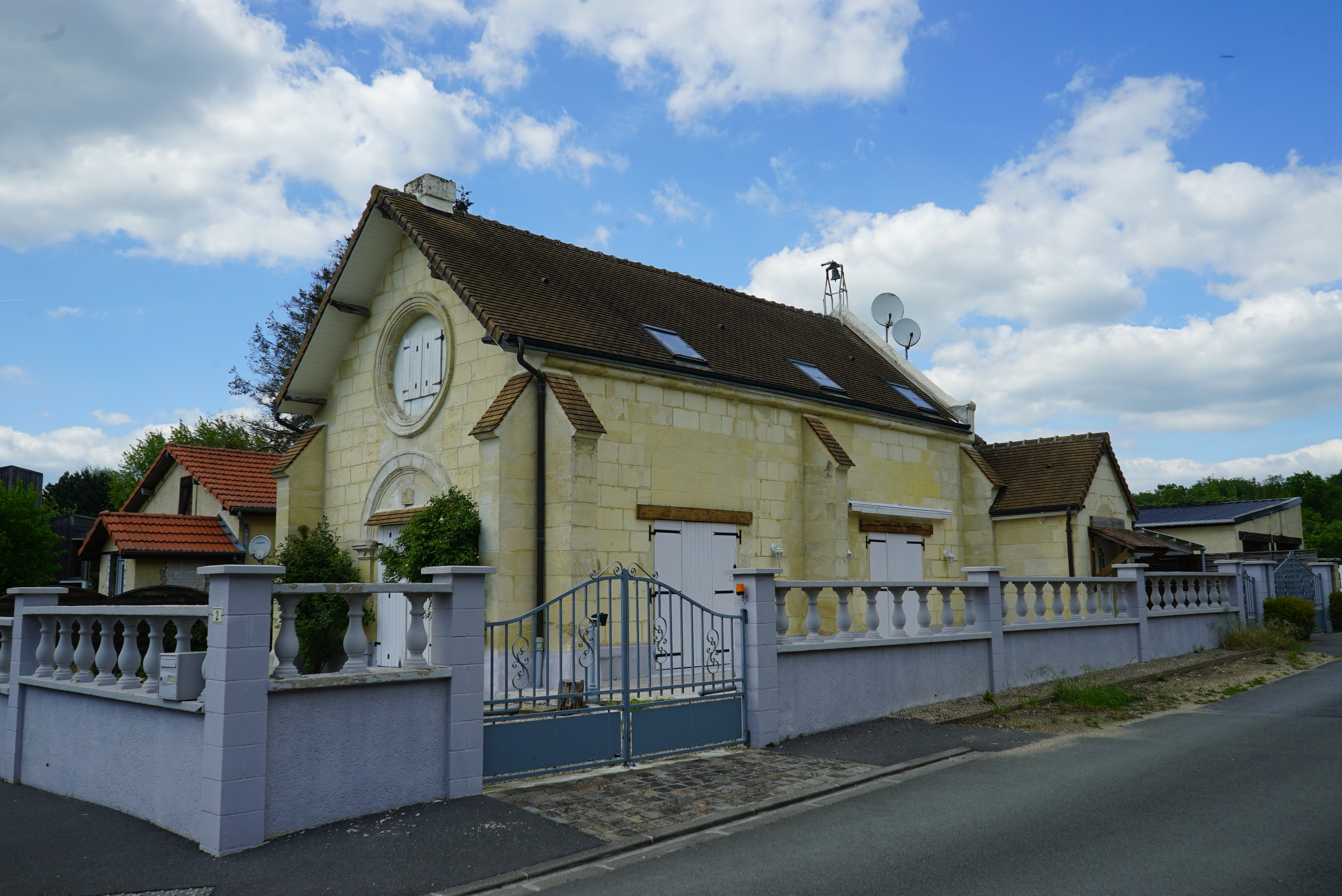
Les Venteaux ancienne chapelle.
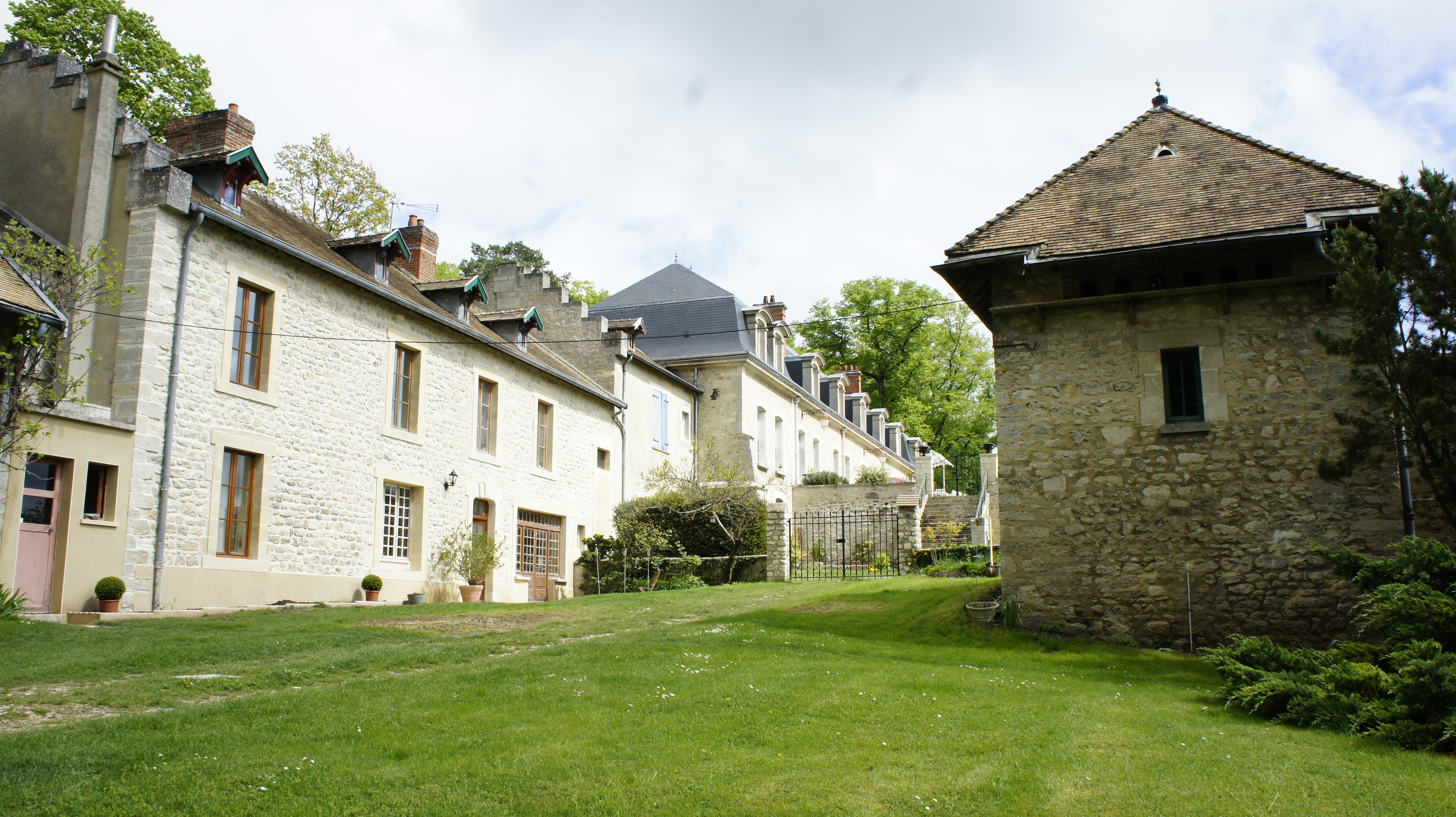
Le Goulot, propriété à l'écart du village avec son pigeonnier.

### Héraldique
| Armes de Montigny-sur-Vesle | Les armes de la commune se blasonnent ainsi : d'azur semé de fleurs de lys d'or au lion d'argent armé et lampassé de gueules issant d'une champagne ondée aussi d'argent. |